# Vidal de Blanes

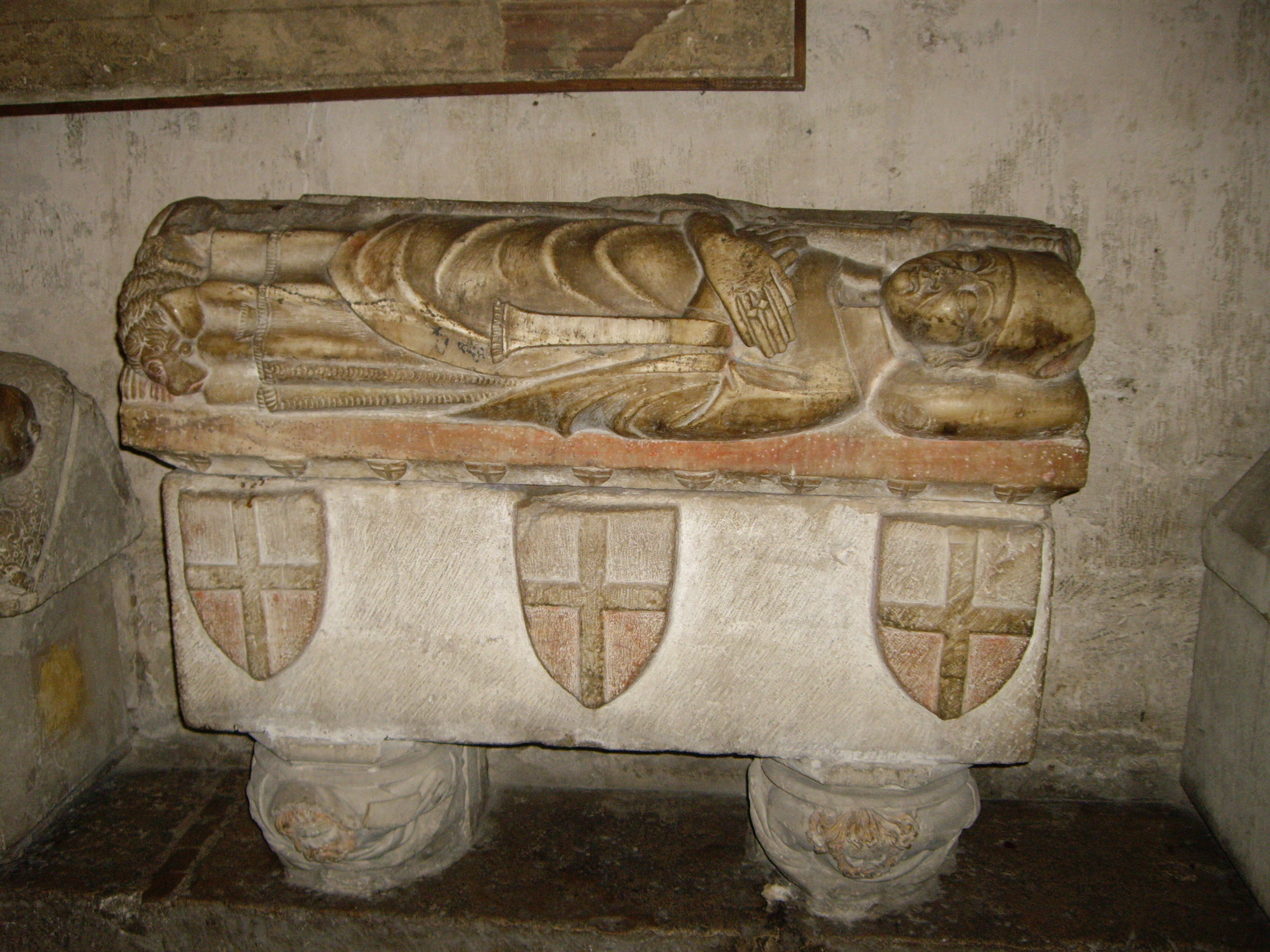
Sepulcre del bisbe Vidal de Blanes, passadís a la capella del sant calze, catedral de València

Vidal de Blanes i Fenoll (Girona ? – València 1369) fou abat secular de l'església de Sant Feliu de Girona i posteriorment bisbe de València.
Va néixer a Girona fill de Ramon de Blanes, que arribà a ser ambaixador a Roma, i d'Aldonça de Fenollet. Essent abat secular de l'església de Sant Feliu de Girona el 5 de desembre de 1356 va ser nomenat bisbe pel capítol de València i ratificat pel papa Innocenci VI que residia a la cort papal d'Avinyó. Celebrà dos sínodes, un l'any 1357 i l'altre el 1368. En el primer es van promulgar normes canòniques i en el segon es va disposar sobre l'administració de sagraments i que s'escrivís un catecisme per a l'ensenyament dels fidels. El 1357 va consagrar l'altar major de la Catedral. També impulsà la creació de l'aula capitular. Formà part del consell de regència de Catalunya quan Pere IV passà a Sardenya el 1354. Va morir el 9 de febrer de 1369 i va ser enterrat en un sepulcre sense epitafi adossat a la paret de l'aula capitular, al costat de la capella de Sant Jeroni a la Catedral d'on va ser retirat al segle xviii. Les seves restes van ser aleshores enterrades a la cripta de la sala capitular. El seu sarcòfag va ser redescobert el 1960 i ha estat restaurat per l'Institut Valencià de Conservació i Restauració.